# Оденат
Луций Септимий Оденат (на латински: Lucius Septimius Odaenathus, Odenathus, Odenatus; на гръцки: Οδαίναθος, Hodainathos; на арабски: أذينة – Othayna‎; † края на 267, Емеса или Хераклея Понтика) е владетел на град Палмира (в дн. Източна Сирия) и основател на мимолетната Палмирска империя съществувала през ІІІ век сл. Хр. Неговите предци са наследствени управители на Палмира, съюзници на Римската империя и римски граждани със сенаторски ранг.

## Управление
След поражението на римляните във войната със сасанидските перси и пленяването на император Валериан I близо до Едеса през лятото на 260, Римската империя започва да се разпада в избухналите граждански войни между различните претенденти за властта в нея. На изток мощта на Рим е парализирана докато персите на Шапур I завземат важни градове в Сирия. В създалата се ситуация положението на палмирския владетел Оденат се оказва ключово и той събира достатъчно войски за да прогони персите обратно и да увеличи сферата си на влияние.
През 262 унищожава узурпаторите Квиет и Балиста в град Емеса, Сирия, сключва съюз с Галиен и приема титлата totius Orientis imperator. Побеждава персите в няколко битки и стига до Ктезифон, нахлува в Армения. Могъществото на Оденат нараства дотолкова, че Палмира се превръща в доминираща сила наравно с Рим и Персия.
Оденат става жертва на заговор през 266 или 267, може би организиран с намесата на Галиен, от неговата втора жена и наследничка Зенобия.